# Agustín O'Horán
Agustín O´Horán (1828 - 7 de septiembre de 1884) fue un médico y político mexicano, gobernador provisional de Yucatán por tres cortos periodos a lo largo del año de 1867, durante la gubernatura de Manuel Cepeda Peraza en la que se restableció en Yucatán el régimen republicano mexicano, después de haber sido derrotados los imperialistas que sostenían a Maximiliano I de México. Nacido en la Ciudad de Guatemala y fallecido en Mérida, Yucatán. Fue cofundador de la Escuela de Medicina de la Universidad de Yucatán. Su hermano Tomás O'Horán y Escudero inicialmente general del ejército republicano y con destacada participación en la Batalla de Puebla donde fueron derrotados los franceses. Posteriormente desertó y se pasó al ejército imperial de Maximiliano I llegando a ocupar el puesto de regente de la Ciudad de México. Fue capturado y por órdenes de Juárez fue fusilado el 21 de agosto de 1867 por traidor.12  

## Datos biográficos
El padre de Agustín O'Horán, Tomás O´Horán y Argüello, que era yucateco, vivía en Guatemala mientras desempeñaba el cargo de presidente de la naciente república centroamericana, cuando nacieron sus hijos Agustín y Tomás. En 1830 la familia se trasladó a Mérida, Yucatán. En esta ciudad O'Horán y Escudero estudió en la Universidad Literaria, para después pasar a la Escuela de Medicina en donde se tituló en 1853.
En 1848, junto con otros alumnos de la escuela entre quienes estuvo José Dolores Patrón, participó en la Guerra de Castas, en el oriente de Yucatán. En 1854 fue nombrado director del hospital San Juan de Dios que ocupaba un amplio local frente a la Plaza de la Mejorada de Mérida, cargo al que renunció al instalarse en Yucatán los comisariados imperiales durante el régimen de Maximiliano de Habsburgo. En 1867 cuando las tropas de Manuel Cepeda Peraza restauraron el orden republicano en Yucatán, formó parte del gobierno del general liberal como primer consejero. En tal virtud ocupó en tres ocasiones breves el mando político del estado durante ausencias de Cepeda Peraza.
Estuvo también al frente del Consejo de Instrucción Pública y como tal contribuyó a la formación del Instituto Literario de Yucatán. Reorganizó la Escuela de Medicina y la Escuela Normal de Profesores.
En 1869 fue candidato al gobierno del estado, contendiendo con Manuel Cirerol y Canto. Perdió el proceso en unas elecciones que fueron muy discutidas lo cual dio lugar a que algunos de sus seguidores le propusieran que se levantara en armas a lo que él se negó, regresando a la práctica privada de la medicina. Al fallecer en 1884, por decreto del Congreso de Yucatán y para honrar su memoria, su nombre fue dado al Hospital General del Estado.